# Deforestación en Colombia

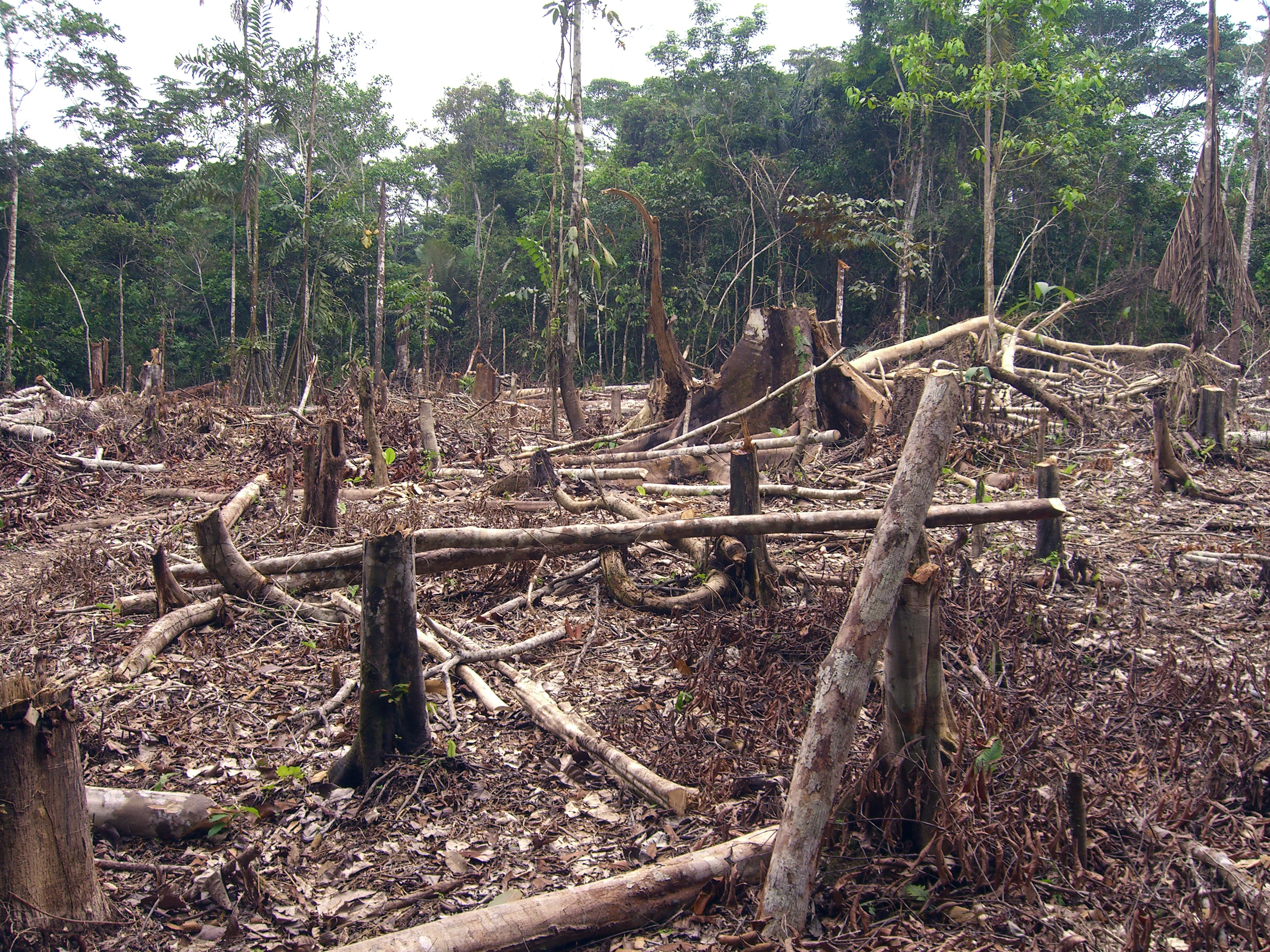
Deforestación en la selva amazónica colombiana.

La deforestación en Colombia ocasiona la pérdida de 2.000 km² de bosques anualmente, según un informe de Naciones Unidas en 2003. Algunos sugieren que esta cifra es tan alta como 3000 km² debido a la tala ilegal en la región. La deforestación se debe principalmente a la tala de árboles, la expansión de la frontera agrícola, la minería, el desarrollo de recursos energéticos como la hidroelectricidad, el desarrollo de infraestructura como carreteras, la producción de cocaína y la agricultura a pequeña escala. Alrededor de un tercio del bosque original del país ha sido eliminado como resultado de la deforestación.
La deforestación se concentra principalmente en la selva tropical primaria, que cubre más del 80% de Colombia. Esto incluye los extremos norte y sur del Pacífico y en el piedemonte de los Andes y la Amazonia de Colombia. En el período 2000-2007 alrededor de 336 000 hectáreas de bosque fueron taladas al año en Colombia. La destrucción de los bosque de alta biodiversidad como los encontrados en la zona del Pacífico ha sido causa de la actividad ilegal de la producción de coca. Se estima que desde el 2002 hasta el 2007 el Pacífico colombiano perdió un área de 14.322 km² de bosque tropical, un área mayor a la de Jamaica.
La deforestación tiene un profundo impacto ecológico sobre la biodiversidad de Colombia. Colombia es extremadamente rica en biodiversidad, concentrando el 10% de las especies del mundo en su territorio. Esto convierte a Colombia en el segundo país con mayor diversidad biológica de la Tierra.

## Causas
Por orden de importancia, las principales causas de la deforestación en Colombia son: la expansión de la frontera agrícola, la colonización, la construcción de carreteras, la construcción de infraestructura minera e hidroeléctrica, así como los efectos que causan la exploración petrolera y explotación, los cultivos ilícitos, el consumo de leña, los incendios forestales y la producción de madera con fines comerciales.

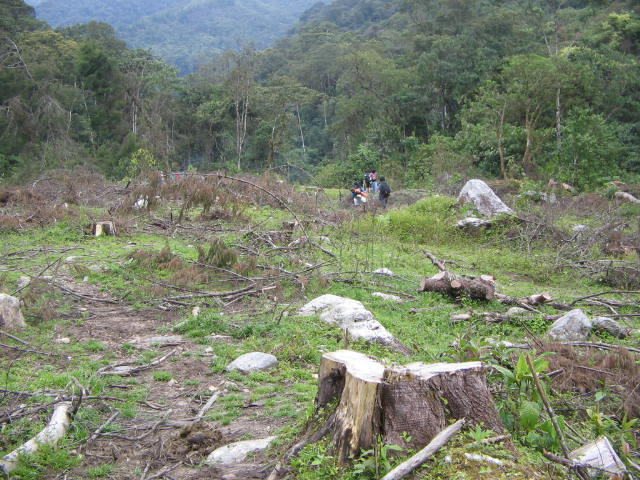
Deforestación alrededor del Río Medellín.

### Plan Pacífico
Una de las principales causas de la deforestación en Colombia es el Plan Pacífico nacional que busca recaudar ingresos para desarrollar la economía. El plan incluye la explotación de las selvas tropicales de Colombia para la extracción de recursos naturales para la exportación.
Bajo el régimen del presidente Virgilio Barco Vargas (1986-1990), se inició un esquema de desarrollo que involucró $4.5 mil millones de dólares en inversiones para desarrollar la costa del Pacífico colombiano en el departamento de Chocó. Alrededor del 2,2% del área forestal total en Colombia comenzó a ser extraído cada año para madera y papel o para proporcionar el suelo necesario para el desarrollo de plantaciones de palma y producción agrícola y cultivo comercial de camarón. En un esfuerzo concertado para mejorar el comercio, el Plan Pacifico ha intentado completar la sección faltante de 54 kilómetros de la Carretera Panamericana entre Colombia y Panamá, que atraviesa la rica zona ecológica de la región del Darién.
La construcción del Puente Terrestre Interoceánico (PTI), el puente terrestre entre los océanos Pacífico y Atlántico cerca de Panamá, que consiste en una vía férrea, una carretera, un canal y un oleoducto, ha tenido un gran impacto en el medio ambiente y la eliminación de bosques en la región. Otros planes para la construcción de carreteras en todo Chocó que pretendían catapultar la producción económica en Colombia han tenido consecuencias negativas no deseadas. El potencial económico de la región se ha traducido en una competencia internacional por el acceso al mercado colombiano con empresas transnacionales que toman un papel activo en la deforestación de Colombia, a través de la extracción de petróleo y minerales en coordinación con el Plan Pacífico. El gobierno japonés ha financiado directamente la construcción de una carretera que une la costa del Pacífico con las regiones forestales del interior para facilitar el comercio.

### Expansión de la frontera agrícola
La expansión de la producción de aceite de palma y caña de azúcar en plantaciones de gran escala tiene un impacto directo sobre los bosques. La demanda de agrocombustibles también ha tenido un impacto significativo en los bosques, la biodiversidad y las comunidades locales de Colombia. La explotación de comunidades a través de la expansión del aceite de palma a menudo ha resultado en violencia y abuso de los derechos humanos en Colombia. Las ONG que trabajan en Colombia han registrado 113 muertes como resultado de conflictos terrestres por la producción de aceite de palma en Curvaradó y la cuenca del río Jiguamiandó en la región del Chocó, donde los paramilitares asociados con empresas de plantaciones han sido acusados de explotar tierras colectivamente en manos de comunidades afrocolombianas. Los bosques costeros de las tierras bajas de la provincia de Chocó que se ven más afectados por la producción de aceite de palma se encuentran entre los bosques con mayor biodiversidad de la Tierra, y son hogar de 7.000 a 8.000 especies, con más de 2.000 especies de plantas endémicas y 100 especies de aves endémicas.

### Minería
La minería ha contribuido a la deforestación, sobre todo en los últimos años, representando hasta el 6% de la deforestación nacional (2017), observándose grandes talas de bosque en concesiones legales de Antioquia (productor de oro) o La Guajira (productor de carbón). Los bosques biológicamente ricos de la costa del Pacífico de Colombia también se han visto afectados por la extracción de oro y la producción de cacao. Una cifra obtenida a mediados de la década de 1990 estimó que las actividades de extracción de oro eran responsables de la tala de 800 kilómetros cuadrados de bosque por año en Colombia, además del aumento de la sedimentación en los ríos y la contaminación por mercurio.

### Narcotráfico
Otras causas de deforestación y deterioro de los bosques en Colombia son el narcotráfico, la violencia y desplazamiento forzado de personas hacia las selvas. El cultivo, producción y distribución de narcóticos ilegales en Colombia también ha tenido un impacto profundo en la deforestación y pérdida de biodiversidad en el país. Se estima que 100 000 acres (404,7 km²)  se asignan cada año para cultivar coca, marihuana y amapola de opio, lo que resulta en la remoción directa de bosque primario para abastecer el comercio. En Colombia por cada hectárea de amapola cultivada se destruyen 2,5 hectáreas de bosque y por cada hectárea de cultivo de hojas de coca se destruyen dos hectáreas de bosque.
Los ecosistemas más afectados han sido los Andinos y Amazónicos. Particularmente afectados son los bosques de los Andes colombianos, donde al menos el 73% de este precioso ecosistema ha sido afectado por el cultivo de drogas y la migración de personas para la extracción ilegal de recursos. El área es de primordial importancia para el suministro de agua de Colombia. La alteración de los suelos y del nivel freático derivada de la eliminación de la cubierta forestal es de gran preocupación para los patrones climáticos del país.

### Concentración de la tierra
La pobreza y la desigualdad en la tenencia y uso de la tierra también juegan un papel en la deforestación en Colombia. Los terratenientes que constituyen el 3% de la población de Colombia poseen más del 70% de la tierra cultivable, mientras que el 57% de los agricultores pobres apenas sobreviven en el 2,8% de la tierra. La desigualdad y la pobreza en Colombia se agravan por el hecho de que el país se esfuerza por desarrollar su economía de mercado con cultivos comerciales para la exportación para generar ingresos, lo que aumenta la marginación de los agricultores a nivel local.

## Consecuencias

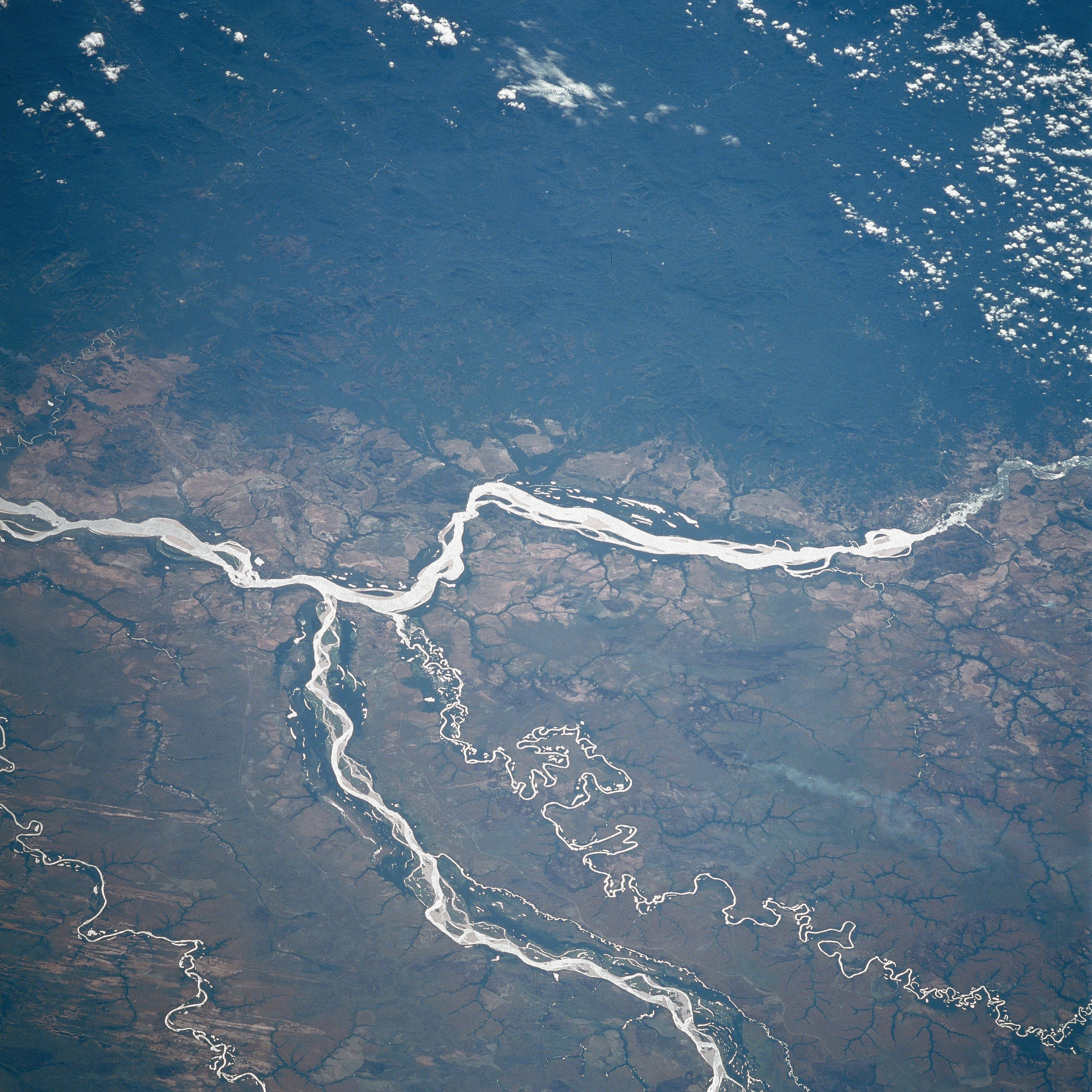
La alteración del suelo asociada con la deforestación en Colombia afecta ríos como el Orinoco y el Meta a través del aumento de la sedimentación, que afecta a los niveles de agua y a la biodiversidad acuática.

### Impactos sobre la fauna
La deforestación ha sido responsable de la erosión de las riberas de los ríos, que han afectado los niveles de los lechos de los ríos. Esto tiene efectos negativos en la vida acuática y las poblaciones de peces, así como en el transporte y la navegación debido a la sedimentación. La tala de bosques también representa una gran destrucción de hábitat para las criaturas que habitan en los bosques colombianos. Por ejemplo, se considera que el tití cabeza de algodón está en peligro crítico de extinción y ocupa un lugar destacado en la lista de "los 25 primates más amenazados del mundo". La destrucción del hábitat a través de la tala de bosques es la principal causa de este colapso, y los titíes cabeza blanca han perdido más de las tres cuartas partes de su hábitat original debido a la deforestación. Se han creado iniciativas locales, como el Proyecto Tití para el tití cabeciblanco, para dar a conocer estos casos.

## Acciones contra la deforestación

### Parques Nacionales
Colombia ha logrado grandes avances en la protección de vastas áreas de tierra de la deforestación mediante la creación de parques nacionales. Sin embargo, la aplicación de la ley no es de ninguna manera completamente efectiva. La venta de tierras protegidas a través de la corrupción del gobierno es frecuente. Un ejemplo notorio es el intento de conversión gubernamental del bosque Tayrona en la costa atlántica de Colombia en un parque nacional en 1980. Cuando se estableció el parque nacional natural Tayrona, el 90% de la tierra estaba bajo control del gobierno, pero para 1990, el 80% del parque había sido expropiado mediante la tala ilegal y la venta ilegal de tierras por parte de administradores corruptos.
En el periodo sucesivo al acuerdo de paz con las FARC-EP se registró un notable incremento de la deforestación en el país, incluyendo la mayoría de las áreas protegidas

### Gran Alianza contra la Deforestación
La Gran Alianza contra la Deforestación es una iniciativa formada por el sector privado y el Ministerio de Ambiente y Desarrollo Sostenible. La iniciativa cuenta además con el apoyo de diferentes sectores de la sociedad civil, incluyendo artistas como Systema Solar y Bomba Estéreo.

### Visión Amazonía
Visión Amazonía es un programa del gobierno de Colombia para evitar la deforestación en los departamentos más afectados de Colombia. Es una iniciativa en el marco del Programa REDD+ y cuenta con el apoyo del Fondo Mundial para el Medio Ambiente. Con una inversión de más de 85 millones de dólares entre 2016 y 2021, el programa tiene cinco pilares de trabajo. Estos pilares de trabajo buscan fortalecer la gobernanza forestal, generar planes de desarrollo sostenible, impulsar planes de desarrollo agroambiental sustentables, generar información, estadísticas y monitoreo del bioma amazónico colombiano, y trabajar en el gobierno conjunto con las poblaciones indígenas de la zona. El presupuesto se distribuye entre los cinco pilares, con el desarrollo agroambiental llevándose la parte más importante, con más de 10 millones de dólares invertidos.